# Mike Posner
Mike Posner (12 de fevereiro de 1988) é um cantor, compositor e produtor americano. Posner lançou seu álbum de estréia, 31 Minutes to Takeoff , em 10 de agosto de 2010. O álbum foi para a Billboard Hot 100 Top 10 com o single "Cooler Than Me", bem como o seu segundo single, "Please Don't Go". Seu maior sucesso é a música I Took A Pill In Ibiza, lançada em 2016.
Seu pai é judeu.

## Discografia

### Álbuns de estúdio
| Ano  | Notas                                                                     |
| ---- | ------------------------------------------------------------------------- |
| 2010 | 31 Minutes to Takeoff - Lançado em 10 de agosto de 2010 - Selo: J Records |
| 2016 | At Night, Alone - Lançado em 06 de maio de 2016 - Selo: Island Records    |
| 2019 | A Real Good Kid - Lançado em 18 de janeiro de 2019 - Selo: Island Records |

### Mixtapes
| Ano  | Notas                                                                                  |
| ---- | -------------------------------------------------------------------------------------- |
| 2009 | A Matter of Time - Data do lançamento: 28 de fevereiro de 2009 - Selo: independente    |
| 2009 | One Foot Out the Door - Data do lançamento: 29 de outubro de 2009 - Selo: independente |

### Singles
| 2010                                               | "Cooler Than Me"  | 6 | 4 | 5 | 3 | 31 Minutes to Takeoff |
| 2010                                               | "Please Don't Go" | — | — | — | — | 31 Minutes to Takeoff |
| "—" indica lançamentos que não chegaram as paradas |                   |   |   |   |   |                       |